# Стаїті
Стаїті (італ. Staiti, сиц. Staiti) — муніципалітет в Італії, у регіоні Калабрія,  метрополійне місто Реджо-Калабрія‎.
Стаїті розташоване на відстані близько 530 км на південний схід від Рима, 115 км на південний захід від Катандзаро, 35 км на схід від Реджо-Калабрії.
Населення — 256 осіб (2014).
Щорічний фестиваль відбувається 26 липня. Покровитель — Sant'Anna.

## Демографія
Населення за роками:

Станом на 1 січня 2023 року в муніципалітеті офіційно проживали 2 іноземці з 2 країн, серед них 2 громадяни країн Євросоюзу.

## Сусідні муніципалітети
- Африко
- Бова
- Бранкалеоне
- Бруццано-Цеффіріо
- Паліцці